# Associazione Calcio Pistoiese 2007-2008
Questa pagina raccoglie le informazioni riguardanti l'Associazione Calcio Pistoiese nelle competizioni ufficiali della stagione 2007-2008.
La squadra ha partecipato alla Serie C1, girone B, ed alla Coppa Italia di categoria.

## Rosa
| N. |                    | Ruolo | Calciatore           |
| -- | ------------------ | ----- | -------------------- |
|    | Italia (bandiera)  | P     | Guido Lippi          |
|    | Italia (bandiera)  | P     | Simone Aresti        |
|    | Italia (bandiera)  | P     | Gianmatteo Mareggini |
|    | Italia (bandiera)  | P     | Tommaso Allegri      |
|    | Italia (bandiera)  | D     | Francesco Caco       |
|    | Italia (bandiera)  | D     | Luigi Di Simone      |
|    | Italia (bandiera)  | D     | Antonio Calabro      |
|    | Italia (bandiera)  | D     | Simone Fautario      |
|    | Italia (bandiera)  | D     | Andrea Pisani        |
|    | Italia (bandiera)  | D     | Emanuele Venturelli  |
|    | Italia (bandiera)  | C     | Michele Boldrini     |
|    | Italia (bandiera)  | C     | Francesco Cardamone  |
|    | Camerun (bandiera) | C     | Daniel Maa Boumsong  |

| N. |                   | Ruolo | Calciatore            |
| -- | ----------------- | ----- | --------------------- |
|    | Italia (bandiera) | C     | Tommaso Bellazzini    |
|    | Italia (bandiera) | C     | Filippo Breschi       |
|    | Italia (bandiera) | C     | Fabrizio Ficini       |
|    | Italia (bandiera) | C     | Andrè Cuneaz          |
|    | Italia (bandiera) | C     | Alfredo Femiano       |
|    | Italia (bandiera) | C     | Paolo Pennino         |
|    | Italia (bandiera) | C     | Michele Lanzillotta   |
|    | Italia (bandiera) | C     | Alessandro Gambardoni |
|    | Italia (bandiera) | A     | Giovanni Cipolla      |
|    | Italia (bandiera) | A     | Gianmarco Baldassarre |
|    | Italia (bandiera) | A     | Giorgio Biancospino   |
|    | Italia (bandiera) | A     | Simone Motta          |
|    | Italia (bandiera) | A     | Fabio Alteri          |

### Staff tecnico
| Allenatore: | Corrado Benedetti                     |
| Allenatore: | Mario Ansaldi fino al 31/03/2008      |
| Allenatore: | Andrea Bellini fino al 17/11/2007     |
| Allenatore: | Francesco D'Arrigo fino al 30/10/2007 |

## Risultati

### Campionato

#### Girone di andata
| 26 agosto 2007 1ª giornata | Pistoiese | 0 – 3 | Lanciano |  |

| 3 settembre 2007 2ª giornata | Crotone | 3 – 1 | Pistoiese |  |

| 9 settembre 2007 3ª giornata | Pistoiese | 0 – 0 | Taranto |  |

| 16 settembre 2007 4ª giornata | Arezzo | 2 – 1 | Pistoiese |  |

| 24 settembre 2007 5ª giornata | Gallipoli | 1 – 1 | Pistoiese |  |

| 30 settembre 2007 6ª giornata | Pistoiese | 1 – 1 | Perugia |  |

| 8 ottobre 2007 7ª giornata | Potenza | 1 – 2 | Pistoiese |  |

| 14 ottobre 2007 8ª giornata | Pistoiese | 0 – 0 | Salernitana |  |

| 21 ottobre 2007 9ª giornata | Massese | 1 – 0 | Pistoiese |  |

| 29 ottobre 2007 10ª giornata | Pistoiese | 0 – 1 | Sorrento |  |

| 1 novembre 2007 11ª giornata | Pistoiese | 1 – 0 | Sambenedettese |  |

| 5 novembre 2007 12ª giornata | Sangiovannese | 0 – 0 | Pistoiese |  |

| 12 novembre 2007 13ª giornata | Pistoiese | 0 – 0 | Pescara |  |

| 18 novembre 2007 14ª giornata | Martina | 0 – 0 | Pistoiese |  |

| 25 novembre 2007 15ª giornata | Pistoiese | 2 – 0 | Ancona |  |

| 3 dicembre 2007 16ª giornata | Juve Stabia | 3 – 3 | Pistoiese |  |

| 9 dicembre 2007 17ª giornata | Pistoiese | 2 – 3 | Lucchese |  |

#### Girone di ritorno
| 16 dicembre 2007 18ª giornata | Lanciano | 2 – 1 | Pistoiese |  |

| 23 dicembre 2007 19ª giornata | Pistoiese | 3 – 1 | Crotone |  |

| 14 gennaio 2008 20ª giornata | Taranto | 0 – 0 | Pistoiese |  |

| 21 gennaio 2008 21ª giornata | Pistoiese | 0 – 0 | Arezzo |  |

| 3 febbraio 2008 22ª giornata | Pistoiese | 0 – 3 | Gallipoli |  |

| 10 febbraio 2008 23ª giornata | Perugia | 0 – 2 | Pistoiese |  |

| 17 febbraio 2008 24ª giornata | Pistoiese | 1 – 0 | Potenza |  |

| 24 febbraio 2008 25ª giornata | Salernitana | 1 – 0 | Pistoiese |  |

| 10 marzo 2008 26ª giornata | Pistoiese | 1 – 1 | Massese |  |

| 16 marzo 2008 27ª giornata | Sorrento | 1 – 0 | Pistoiese |  |

| 22 marzo 2008 28ª giornata | Sambenedettese | 2 – 1 | Pistoiese |  |

| 31 marzo 2008 29ª giornata | Pistoiese | 0 – 2 | Sangiovannese |  |

| 6 aprile 2008 30ª giornata | Pescara | 1 – 0 | Pistoiese |  |

| 13 aprile 2008 31ª giornata | Pistoiese | 1 – 1 | Martina |  |

| 20 aprile 2008 32ª giornata | Ancona | 1 – 1 | Pistoiese |  |

| 27 aprile 2008 33ª giornata | Pistoiese | 1 – 3 | Juve Stabia |  |

| 4 maggio 2008 34ª giornata | Lucchese | 0 – 1 | Pistoiese |  |

### Play-out
| 18 maggio 2008 andata | Sangiovannese | 0 – 3 | Pistoiese |  |

| 25 maggio 2008 ritorno | Pistoiese | 1 – 0 | Sangiovannese |  |